# بخش کوتوم
بخش کوتوم یک منطقهٔ مسکونی در سودان است که در دارفور شمالی واقع شده‌است.